# Доллі Партон
Доллі Ребекка Партон (англ. Dolly Rebecca Parton, 19 січня 1946) — американська співачка, авторка пісень, мультиінструменталістка, продюсерка, акторка, письменниця та підприємиця. Всесвітньо відома роботами у жанрі кантрі. Авторка понад 3000 пісень. Сумарна кількість проданих Партон записів перевищує 100 млн.
Досягши успіху як авторка пісень для інших виконавців, дебютувала альбомом Hello, I'm Dolly у 1967 році. З постійним успіхом протягом решти 1960-х (як сольна виконавиця, а також із серією дуетних альбомів з Портером Вагонером), пік продажів її записів та успіхів у чартах припав на 1970-ті, і значною мірою продовжився у 1980-х. Альбоми Партон в 90-х роках не продавались настільки ж добре, однак вона знову повторила свій комерційний успіх у новому тисячолітті і випустила кілька альбомів на різних незалежних лейблах, у тому числі й під власним лейблом Dolly Records.
Написала понад 3 тис. пісень, зокрема пісню I Will Always Love You, кавер якої у виконанні Вітні Г'юстон стала міжнародним хітом. Партон знялася у низці фільмів, зокрема у «Найкращому маленькому борделі в Техасі» та «Сталевих магноліях».

## Життєпис
Народилася у Піттмен-Сентер, Теннессі четвертою з 12 дітей у фермерській родині, яка вирощувала тютюн.. За її власним висловом, родина була «бідна як миші» (dirt poor). У деяких ранніх піснях Партон розповідала про злиденне дитинство, особливо в Coat of Many Colors та In the Good Old Days (When Times Were Bad). Вони жили в похиленій однокімнатній халупі в Локаст-Рідж, Теннессі. Музика з дитинства відігравала для Доллі велику роль. Її дід був п'ятдесятницьким проповідником. Партон і досі виконує спіричуели на концертах.
30 травня 1966 року одружилася з нешвільським бізнесменом з укладки асфальту Карлом Томасом Діном у Рінгголді, Джорджія, з яким познайомилася в публічній пральні в день свого приїзду до Нешвіллу. Чоловіку не подобається слава, він рідко супроводжує Партон (тільки раз був на її концерті).
У шлюбі виховала кілька своїх молодших братів та сестер. Партон — похресна співачки та акторки Майлі Сайрус. Власних не має..

### Музична кар'єра
Партон почала виступати ще дитиною, співала на місцевому радіо й телебаченні. У 9 років уже брала участь у The Cas Walker Show на WIVK Radio та WBIR-TV міста Ноксвілла. У 13 записала сингл «Puppy Love» в маленькій студії звукозапису Goldband Records в Луїзіані, а також виступала на щотижневому концерті «Гренд Оул Опрі» в Нешвіллі де зустрілася з Джонні Кешем, який порекомендував їй слухати своє серце й не зважати на те, що кажуть люди. Щойно закінчивши школу в 1964, Партон перебралася до Нешвіллу, привізши з собою музичні традиції Східного Теннессі.
Перші успіхи Партон здобула як авторка пісень. Разом з дядьком Біллом Оуенсом вона написала два хіти, що увійшли до першої десятки гіт-парадів: Put it Off Until Tomorrow (виконавець Білл Філліпс) та Fuel to the Flame (виконавець Скітер Девіс). Інший вдалий гіт Партон написала для Генка Вільямса молодшого. 1965 року вона підписала угоду з Monument Records, де спочатку працювала як співачка в стилі баблгам-поп, що принесло їй лише один сингл у гіт-парадах національного рівня Happy, Happy Birthday Baby, який, утім, не потрапив у Billboard Hot 100.
Лейбл згодився на те, щоб Партон співала кантрі після того, як її композиція Put It Off Until Tomorrow у виконанні Білла Філліпса під акомпанемент Партон на гармоніці піднялася до 6 позиції в чарті 1966. Її перший сингл у стилі кантрі Dumb Blonde (одна з небагатьох пісень тієї ери, які Партон записала, але не написала) досяг 24 позиції в чартах кантрі 1967 року. Того ж року вийшов сингл Something Fishy, який здобув 17 місце. Ці дві пісні стали головними в альбомі Hello, I'm Dolly.

## Долі Партон і Україна
У 2025 році підтримала Україну та Володимира Зеленского з суперечками з  трампом .

## Музична кар'єра
1967 року Портер Ваґонер запросив Партон до себе, пообіцявши регулярні виступи в його щотижневій телепередачі Шоу Портера Ваґонера, а також гастролі.
Спочатку глядачам передачі Вагонера не сподобалося, що співачка Норма Джин залишила шоу, і на її місце прийшла Доллі Партон. З місць лунали вигуки з вимогою повернути Джин. Однак із допомогою Ваґонера, Партон удалося перетягнути публіку на свій бік. Ваґонер переконав свій лейбл, RCA Victor, підписати з Партон контракт. Лейбл вирішив підстрахуватися, й записав перший сингл Партон у дуеті з Ваґонером. То була кавер-версія пісня Тома Пакстона The Last Thing on My Mind. Вона піднялася в десятку чарту кантрі-музики у січні 1968 року. Впродовж наступних шести років якась пісня дуету завжди була в першій десятці.
Перший сольний сингл Партон для RCA Just Because I'm a Woman побачив світ улітку 1968, і мав поміркований успіх, добравшись до 17 позиції. До кінця десятиріччя, жодна з її сольних пісень, навіть In the Good Old Days (When Times Were Bad), не мала такого успіху, як дуети з Ваґонером. Дует отримав звання вокальної групи 1968 року від Асоціації кантрі-музики. Втім, як Ваґонера, так і Партон, сильно розчаровувала відсутність успіху Партон-солістки. На той час Ваґонер уже вклав чимало у видавничу компанію, яку Партон заснувала з Біллом Оуеном.
1970 року Ваґонер змусив Партон записати пісню Джиммі Роджерса Mule Skinner Blues, і це спрацювало. Запис піднявся до третьої позиції в чартах, а незабаром, у лютому 1971, пісня Joshua стала першою. Упродовж наступних двох років Партон зробила кілька сольних хітів, серед яких Coat of Many Colors, фірмова пісня Партон.
Втім, аж до Jolene, жодна з пісень Партон не ставала блокбастером. Jolene вийшла наприкінці 1973 і очолила чарт у лютому, а в 1976 піднялася на 7 позицію у Британії. Останній свій дует Партон і Ваґонер співали в квітні 1974, а в середині року вона перестала з'являтися на телешоу, хоча вони продовжували співпрацю, він допомагав їй із записами до 1976, виходили також альбоми, записані дуетом, останній Say Forever You'll Be Mine 1975 року.
Пісня 1974 року I Will Always Love You, написана про розрив співпраці з Ваґонером, піднялася на першу позицію у кантрі чартах. Приблизно тоді ж Елвіс Преслі висловив бажання зробити кавер-версію. Партон спочатку зацікавилася, але менеджер Преслі сказав їй, що авторка пісні, яку виконує Елвіс, повинна відмовитися від більшої частини прав на неї, і Партон відмовилася, що дозволило їй упродовж багатьох років заробити на пісні мільйони доларів.
З 1974 по 1980 Партон постійно перебувала у Top 10 кантрі-чартів, а 8 її синглів підіймалися на першу позицію. Мала власну передачу «Доллі». Її пісні співало чимало виконавиць, зокрема, Роуз Меддокс, Кітті Веллс, Олівія Ньютон-Джон, Еммілу Гарріс та Лінда Ронстадт, а сестри Партон Ренді й Стелла теж отримали контракти. Саме в цей період Партон доклала зусиль, щоб пробитися до ширшої аудиторії і вийти за межі кантрі-музики. У 1976 вона підписала контракт з Лос-Анджелеською промоутерською фірмою Katz-Gallin-Morey і почала співпрацю з Сенді Геллін.
Альбом 1976 All I Can Do, який Партон продюсувала разом із Ваґонером, започаткував її активнішу діяльність на продюсерській ниві. У ньому вона змінила стиль у напрямку поп-музики. Альбом 1977 року New Harvest … First Gathering Партон зробила сама й включила в нього кавери популярних пісень у стилях поп та R&B My Girl і Higher and Higher. Альбом отримав доволі добрі відгуки, однак, того успіху, на який Партон сподівалася, не було. У кантрі-чартах він був на перших позиціях, але застряг на 71-ій у чарті поп-альбомів, а в Hot 100 увійшла лише пісня Light of a Clear Blue Morning, і лише на 87 місце.
Тоді Партон звернулася до поп-продюсера Гері Клейна, і, як наслідок, альбом 1977 року Here You Come Again став першим її мільйонником, очоливши кантрі-чарти й піднявшись на 20 місце у поп-чарті.
Пісня Here You Come Again, написана Баррі Менном та Синтією Вейл, стала першою з тих, що очолити кантрі-чарт і водночас увійшли в першу десятку в поп-чарті. Добралася до двадцятки поп-чарту й інша пісня Two Doors Down/It's All Wrong But It's All Right. Ця тенденція продовжувалася до кінця 70-их і на початку 80-их. 
У 1978 Партон отримала премію «Греммі» в категорії найкращий жіночий вокал у стилі кантрі за альбом Here You Come Again. Хітами стали Heartbreaker (1978), Baby I'm Burning та You're the Only One (1979). Популярність співачки зростала, її запрошували на телебачення. У 1979 Патрон вела спеціальну передачу NBC Сімдесяті: вибух кантрі музики, виступала на концерті у Театрі Форда у Вашингтоні, де серед глядачів був президент США Джиммі Картер.
На почату 80 років комерційний успіх не припинився, Доллі мала три пісні на чолі чарту поспіль, Starting Over Again, Old Flames Can't Hold a Candle to You та 9 to 5. Часу писати пісні в неї стало менше, вона почала кар'єру в кіно, записувала багато пісень інших авторів, таких як Баррі Манн та Синтія Вейл, Руперт Голмс, Гері Портной та Керол Баєр Сейджер.

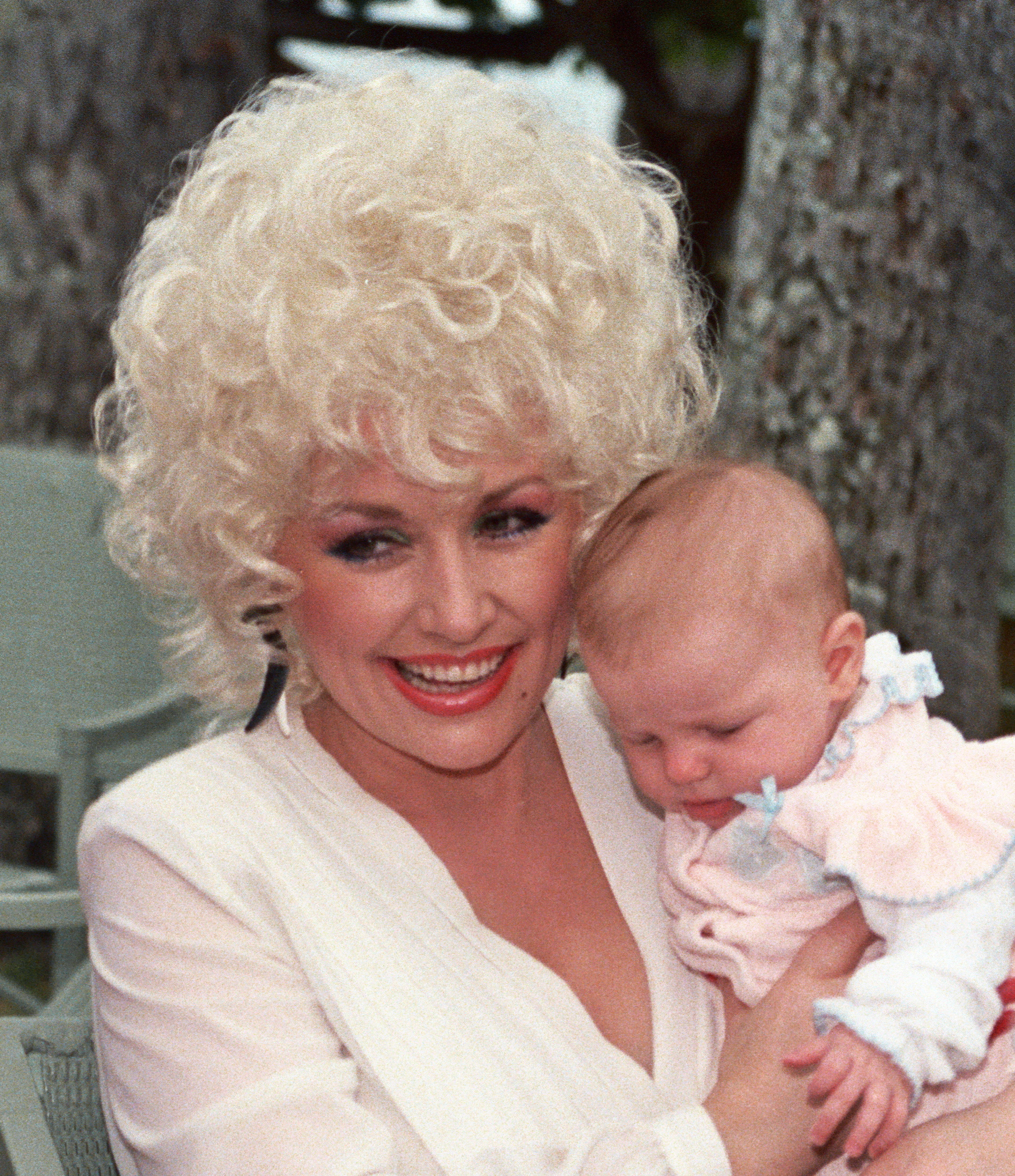
Доллі Партон у Гонолулу, Гаваї, 1983.

Після 9 to 5, лейтмотив фільму Дев'ять до п'яти у якому Партон знялася поряд із Джейн Фондою та Лілі Томлін, добралася до першого місця не лише в кантрі-чартах, а й поп-чарті й у чарті сучасної дорослої музики. Вона також була номінована на Оскар у категорії за найкращу оригінальну пісню. Партон зробила новий запис пісня I Will Always Love You для фільму Найкращий маленький бордель у Техасі. Вона продовжувала досліджувати нові шляхи в індустрії розваг, відкривши тематичний парк «Доллівуд» у Піджен-Фордж, Теннессі.
Хоча до середини 80-х сингли Партон трималися доволі високо, RCA records не відновив із теню контракту, й 1987 року вона підписала новий із Columbia Records.
Після деякого застою нову життєву силу кар'єрі Партон дав альбом Trio (1987), який вона створила на трьох із Гарріс та Ронстадт. Він п'ять тижнів протримався на вершині кантрі-чарту, було продано кілька мільйонів копій. 4 з пісень альбому увійшли до першої десятки, а пісня Філа Спектора To Know Him Is to Love Him добралася до першої позиції. Trio здобув премію Греммі в категорії дуетів або тріо з вокалом і був номінований у категорії найкращий альбом року. 1987 року Партон відновила телевізійну програму «Доллі». Здавалося, що кар'єра співачки знову пішла вгору, але успіх був тільки тимчасовий — на початку дев'яностих у музику кантрі прийшло нове покоління й відтіснило ветеранів з чартів.
Найбільший комерційний успіх прийшов до Партон у 1992, коли Вітні Х'юстон записала I Will Always Love You для фільму «Охоронець».
1993 року Патрон записала «The Day I Fall In Love» в дуеті з Джеймсом Інгремом для фільму «Бетховен II». Авторів пісні було номіновано на Оскар, і Партон виконувала пісню на церемонії вручення.
1999 року Партон була індуктована в Залу слави кантрі-музики. Того ж року її кавер пісні Ніла Янга «After the Gold Rush» здобув премію Греммі за найкращу співпрацю з вокалом у кантрі-музиці. 
У період з 1999 по 2005 Доллі записала кілька альбомів у стилі блюграс. Її кавер пісні «Shine» гурту Collective Soul здобув Греммі в категорії найкращого жіночого кантрі-вокалу.
У березні 2016 року Партон анонсувала свій наймасштабніший за останні 25 років тур Pure & Simple, який пройде з 3 червня по 10 грудня 2016 року і складатиметься з понад 60 шоу в Північній Америці.
У 2016 році Партон (завдяки перезапису хіта «Jolene» разом із гуртом Pentatonix) стала єдиною виконавицею, чиї хіти з'являлися в топ-20 кантрі-чарту Hot Country Songs усі останні сім десятиліть поспіль (1960—2020-і роки).
У жовтні 2022 року Партон заявила в інтерв'ю, що завершила гастрольну діяльність, але продовжуватиме час від часу давати живі виступи. 5 листопада 2022 року Партон була введена до Зали слави рок-н-ролу. 31 грудня 2022 року Партон стала свідучою Майлі Сайрус у спеціальній «Новорічній вечірці Майлі» на каналі NBC.
Сингл "Gonna Be You" із саундтреком до фільму "80 для Бреді" був випущений 20 січня 2023 року. Пісня була написана Діаною Уоррен і виконана Доллі Партон, Беліндою Карлайл, Сінді Лопер, Деббі Харрі та Глорією Естефан. В офіційному музичному кліпі Партон, Карлайл, Лаупер та Естефан виступають у футбольних футболках, схожих на ті, що носять жінки у фільмі.
У серпні 2023 року Доллі Партон представила кавер на «Let It Be» The Beatles. Трек, записаний разом із Полом Маккартні та Рінго Старром, увійшов до альбому «Rockstar». Альбом складається із 30 пісень, з яких 21 — кавери, записані зі Стінгом, Елтоном Джоном, Пінк, Майлі Сайрус та іншими музикантами.
17 листопада 2023 року офіційно відбувся реліз альбому «Rockstar», який став її найуспішнішим альбомом. Альбом дебютував на 3 місці в Billboard 200, що стало найвищим для Партона місцем у чарті. З тиражем у 128 000 екземплярів «Rockstar» також посів 1-е місце в чартах Billboard «Кращі кантрі-альбоми», «Найкращі рок- та альтернативні альбоми», «Найкращі рок-альбоми» та «Найкращі альбоми з продажу». Через чотири місяці після свого виходу альбом отримав золотий сертифікат RIAA у Сполучених Штатах з обсягом продажу понад 500 000 екземплярів.
У День подяки 2023 року Партон виступила під час перерви футбольного матчу NFL «Washington Commanders» та «Dallas Cowboys» як реклама альбому «Rockstar». Цього ж дня Доллі зняла частину спілкування з чирлідерками для серіалу від Netflix під назвою «Американські Улюбленки: Чірлідерки 'Dallas Cowboys'».
21 лютого 2024 року Партон представила «Dolly Parton's Pet Gala» — двогодинне спеціальне шоу, в рамках якого на подіумі були представлені «собачі таланти», одягнені в її найвідоміші вбрання. Собаки також були одягнені у предмети з власного асортименту одягу для домашніх тварин Доллі, Doggy Parton. На шоу були різні зірки, включаючи Лейні Вілсон, Карлі Пірс, Кріса Янсона і Кейсі з групи KC of the Sunshine.
Завдяки новому альбому Cowboy Carter Beyoncé Доллі Партон дебютувала в Billboard Hot 100 вперше за 19 років. Beyoncé та Партон зайняли 44 рядок чарту зі своїм дуетом «Tyrant». Ця пісня знаменує першу появу Партон у чарті з 2005 року. Завдяки цьому релізу Доллі Партон приєдналася до Мадонни та Шер як одна з трьох жінок-співачок в історії, які змогли дебютувати в Hot 100 у п'яти різних десятиліттях.
24 травня Доллі Партон офіційно спільно з відкриттям Dolly Parton Experience анонсувала свій 50-й альбом під назвою Dolly Parton & Family: Smoky Mountain DNA - Family, Faith & Fables, який вийде 15 листопада. Замовлення буде відкрито 21 червня одночасно з випуском перших двох треків та розкриттям повного списку треків (понад 40). Альбом буде доступний на вінілі та компакт-дисках, а також через цифрове завантаження та стрімінг. Також Доллі анонсувала свій новий серіал, що складається з 4 епізодів, в якому буде розказано історію сім'ї Доллі, починаючи з 1600-х років у Великій Британії. Доллі Партон вже розповідала, що предки по лінії її матері були Оуенс із валлійських долин на концерті в Кардіффі у 2008 році. Альбом спродюсований кузеном Партоном Річі Оуенсом. Альбом включає пісні, виконані різними членами її найближчої та далекої сім'ї, охоплюючи кілька поколінь. У проекті також будуть представлені записи за участю членів сім'ї Партон, які вже пішли з життя, на додаток до внеску сучасного покоління. 21 червня 2024 року Доллі Партон випустила перші два сингли з альбому Dolly Parton & Family: Smoky Mountain DNA - Family, Faith & Fables під назвою The Orchard і Tell Me That You Love Me. Треки були записані разом із Джадою Стар та Річі Оуенсом.
Під час спеціального інтерв'ю на Fan Fair X на 51-му музичному фестивалі CMA Music Fest 6 червня Партон анонсувала свої нові проекти, які включають будівництво нового готелю в Нашвіллі, нову бродвейську постановку «Hello, I'm Dolly», прем'єра якої за її словами словами, відбудеться в 2026. Також Партон запустила власну лінійку вин «Dolly Wines». 14 серпня Доллі Партон запустила свій новий бренд-Dolly Beauty, розширюючи свій бізнес у сфері краси. Першим продуктом, який випустить Партон, будуть помади Heaven's Kiss, а назви кольорів є посиланнями на її пісні.